# Wantisden
Wantisden – wieś i civil parish w Anglii, w hrabstwie Suffolk, w dystrykcie East Suffolk. Miejscowość liczy 34 mieszkańców.